# NGC 6244
NGC 6244 is een balkspiraalstelsel in het sterrenbeeld Draak. Het hemelobject werd op 28 juni 1886 ontdekt door de Amerikaanse astronoom Lewis A. Swift.

## Synoniemen
- UGC 10568
- MCG 10-24-59
- ZWG 299.32
- KAZ 96
- IRAS 16475+6217
- PGC 59009